# چوی مو سونگ
چوی میونگ سو (کره‌ای: 최명수؛ زادهٔ ۱۲ ژانویه ۱۹۶۸) که بیشتر با نام هنری چوی مو سونگ (کره‌ای: 최무성) شناخته می‌شود، بازیگر اهل کره جنوبی است. از آثاری که در آنها ایفای نقش کرده‌است می‌توان به پنجشنبه فرمان، زیبا، عشق شاهزاده خانم و پاسخ به ۱۹۸۸ اشاره کرد.

## فیلم‌شناسی

### فیلم
گزیده فیلم‌ها
- پنجشنبه فرمان (۲۰۰۶)
- ساکوا (۲۰۰۸)
- خدمتکار (۲۰۱۰)
- یک بانوی خاص (۲۰۱۷)
- سرزمین عجایب (۲۰۲۴)

### مجموعه تلویزیونی
| سال  | عنوان                         | نقش                                                | شبکه     |
| ---- | ----------------------------- | -------------------------------------------------- | -------- |
| ۲۰۱۱ | عشق شاهزاده خانم              | هام گی                                             | کی‌بی‌اس۲  |
| ۲۰۱۱ | زندگی در میان ثروتمندان       | چوی مو سونگ                                        | جی‌تی‌بی‌سی |
| ۲۰۱۲ | درام ویژه: منطقه تجاری        | جونگ هو                                            | کی‌بی‌اس۲  |
| ۲۰۱۳ | شهر بی‌رحم                     | مون دوک به                                         | جی‌تی‌بی‌سی |
| ۲۰۱۳ | ملکه کی                       | پارک بول هوو                                       | ام‌بی‌سی   |
| ۲۰۱۴ | درام ویژه: جوانی              | مربی                                               | کی‌بی‌اس۲  |
| ۲۰۱۵ | دل به دل                      | خدمتکار آن بیونگ یول                               | تی‌وی‌ان   |
| ۲۰۱۵ | سونگ‌گوت: سوراخ‌کن              | پدر لی سو این                                      | جی‌تی‌بی‌سی |
| ۲۰۱۵ | پاسخ به ۱۹۸۸                  | چوی مو سونگ                                        | تی‌وی‌ان   |
| ۲۰۱۶ | عشق بی‌پروا                    | جانگ جونگ شیک                                      | کی‌بی‌اس۲  |
| ۲۰۱۶ | به عشق گوش بده                | حضور افتخاری، قسمت ۲                               | جی‌تی‌بی‌سی |
| ۲۰۱۶ | پری وزنه‌برداری کیم بوک‌جو      | یون دوک مان                                        | ام‌بی‌سی   |
| ۲۰۱۷ | شورشی: دزدی که از مردم می‌دزدد | شاه سونگ‌جونگ                                       | ام‌بی‌سی   |
| ۲۰۱۷ | نگهبانان                      | یون سونگ رو                                        | ام‌بی‌سی   |
| ۲۰۱۷ | دفترچه زندان                  | کیم مین چول                                        | تی‌وی‌ان   |
| ۲۰۱۸ | آقای آفتاب                    | جانگ سونگ گو                                       | تی‌وی‌ان   |
| ۲۰۱۹ | نور چشمانت                    | فروشنده تخم مرغ (حضور افتخاری، قسمت ۵)             | جی‌تی‌بی‌سی |
| ۲۰۱۹ | گل نوکدو                      | جون بونگ جون                                       | اس‌بی‌اس   |
| ۲۰۱۹ | سرگذشت آسدال                  | گیتوها                                             | تی‌وی‌ان   |
| ۲۰۲۰ | پلی‌لیست بیمارستان             | شوهر یکی از بیماران ایک جون (حضور افتخاری، قسمت ۷) | تی‌وی‌ان   |
| ۲۰۲۰ | غریبه                         | وو ته‌ها                                            | تی‌وی‌ان   |
| ۲۰۲۲ | نفوذی                         | سونگ دو چول                                        | جی‌تی‌بی‌سی |